# Caicara del Orinoco
Caicara del Orinoco este un oraș în Venezuela, cu peste 66.315 locuitori în 2011, fondat în 1771.